# ياناغاوا شيجينوبو

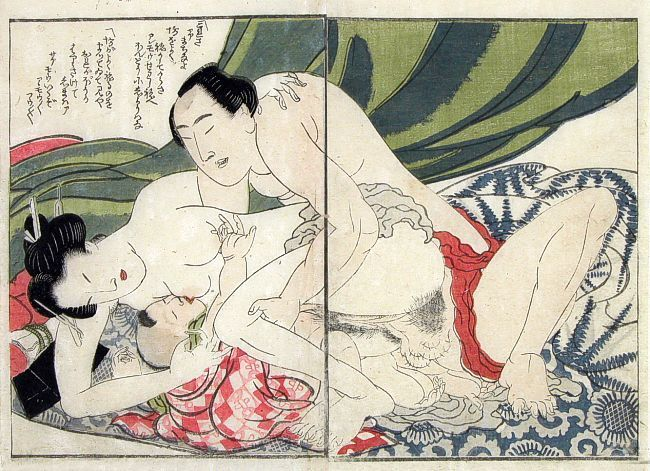
إحدى لوحات شيجينوبو 1820

ياناغاوا شيجينوبو (باليابانية: 柳川重信) ‏(1787 - 1832) هو رسام ياباني مُتخصص بأُسلوب الرسم أوكييو-إه. نشط في منطقة إيدو (طوكيو الآن) خلال فترة البونكا. كما وجد في أوساكا خلال الفترة 1822 - 1825.
كان يقيم في هونجو منطقة ياناغاوا-تشو في إيدو. وكان أول تلميذ لسيد إيدو كاتسوشيكا هوكوساي، وقام بتصميم كُتب مصورة ومطبوعات. أما في أوساكا كان يعمل مع فِرقة الموهوبين، وطابع لدى تاني سايكو. ركزت شيجينوبو على المواضيع المسرحية، ولكن أحد أفضل أعمالِه في أوساكا يتضمن سِلسلة من مطبوعات أُبان فاخرة يصور فتيات الغيشا في موكب في أوساكا.